# Крістоф Фільдербрандт
Крістоф Фільдербрандт (нім. Christoph Fildebrandt, 27 травня 1989) — німецький плавець.
Учасник Олімпійських Ігор 2012 року.
Призер Чемпіонату світу з плавання на короткій воді 2012 року.
Призер Чемпіонату Європи з плавання на короткій воді 2010 року.